# Drunella tuberculata
Drunella tuberculata är en dagsländeart som först beskrevs av Gary Scott Morgan 1911.  Drunella tuberculata ingår i släktet Drunella och familjen mossdagsländor. Inga underarter finns listade i Catalogue of Life.